# Ханащак Микола Іванович
Мико́ла Іва́нович Ханаща́к (позивний Колібрі; 27 грудня 1999, с. Зав'язанці — 23 березня 2023, поблизу Бахмута) — український військовослужбовець, солдат 80 ОДШБр Збройних сил України, учасник російсько-української війни.

## Біографія
Народився 27 грудня 1999 року в селі Зав'язанці Мостиського району Львівської області. До школи ходив у рідному селі. У 2019 році закінчив Техніко-економічний коледж Львівської політехніки.
З перших днів повномасштабної війни пішов захищати рідну землю від окупантів. Служив у 80-й окремій десантно-штурмовій бригаді.
Загинув 23 березня 2023 року поблизу Бахмута. Похований 28 березня 2023 року в рідному селі.

## Нагороди
- Орден «За мужність» III ступеня (21 червня 2023, посмертно) — за особисту мужність, виявлену у захисті державного суверенітету та територіальної цілісності України, самовіддане виконання військового обов'язку[3]

## Вшанування пам'яті
3 грудня 2023 року в селі Зав'язанці на фасаді закладу освіти Зав'язанцівського ЗЗСО І—ІІІ ступенів відкрито меморіальну дошку загиблому воїнові ЗСУ Миколі Ханащаку.